# Tyrannochthonius simulans
Espèce
Tyrannochthonius simulans est une espèce de pseudoscorpions de la famille des Chthoniidae.

## Distribution
Cette espèce est endémique du Kenya.

## Description
La carapace des mâles mesure de 0,35 à 0,42 mm de long sur de 0,33 à 0,42 mm et la carapace des femelles mesure de 0,37 à 0,44 mm de long sur de 0,38 à 0,45 mm.

## Publication originale
- Mahnert, 1986 : Die Pseudoskorpione (Arachnida) Kenyas. VIII. Chthoniidae. Revue Suisse de Zoologie, vol. 92, no 4, p. 823-843 (texte intégral).